# Spencer-öböl
A Spencer-öböl (angolul Spencer Gulf) egyike az Indiai-óceán két nagy dél-ausztráliai öblének. átlagosan 325 km hosszú és 60 km széles. A nyugati partja az Eyre-félsziget, a keleti partja a Yorke-félsziget, ami a St. Vincent-öböltől elválasztja. A partja mentén fekvő jelentősebb városok: Port Lincoln, Whyalla, Port Pirie, és Port Augusta.

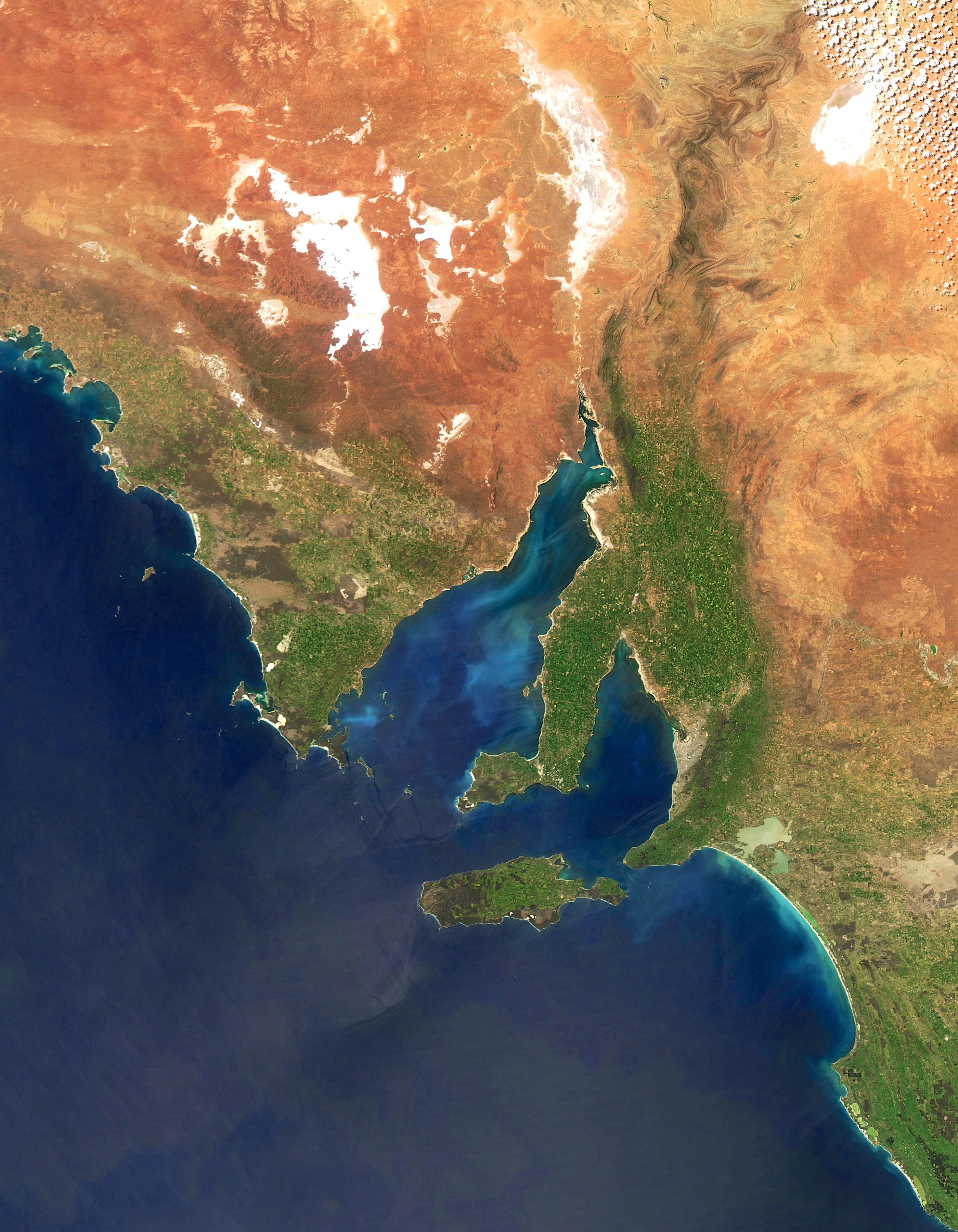
Műholdkép a Spencer-öböl környékéről